# مسح متداخل

فيديو متشابك بعرض بطيئ.

تداخل الملفات.

المسح المتداخل (بالإنجليزية: Interlaced video)‏ هو أسلوب من مضاعفة معدل الإطار التي ينظر إليها دون استهلاك عرض نطاق ترددي اضافي الفيديوهات المتداخلة تحتوي على حقلين من الإطار الفيديو التي تم التقاطها في وقتين مختلفين، لأنه يعزز تصور الحركة للمشاهد، ويقلل الوميض من خلال الاستفادة من تأثير ظاهرة فاي. وهو ما يؤدي إلى مضاعفة الوضوح مرة (وتسمى أيضا الوضوح الزماني) بالمقارنة مع لقطات غير المتداخلة (على معدلات الإطار تساوي معدلات الحقل). إشارات المتداخلة تتطلب العرض التي هي قادرة أصلا لإظهار الحقول الفردية في ترتيب تسلسلي. يعرض CRT فقط وشاشات البلازما قادرة على عرض إشارات المتداخلة، ويرجع ذلك إلى المسح الإلكتروني وعدم وجود واضح الثابتة ذات الدقة
يشير المسح في الفيديوهات المتداخلة إلى واحد من اثنين من الطرق الشائعة ل «لوحة» صورة الفيديو على شاشة العرض الالكترونية (المسح التدريجي) عن طريق المسح الضوئي أو عرض كل سطر أو صف من وحدات البكسل يستخدم هذا الأسلوب حقلين لإنشاء إطار يحتوي حقل واحد كل الخطوط الفردية في الصورة، والآخر يحتوي على جميع الخطوط الزوجية من الصورة وجهاز التلفزيون المستندة إلى PAL ، على سبيل المثال، يقوم بمسح 50 حقلا في كل ثانية (25 فردي و 25 زوجي) مجموعتين من 25 حقول العمل تعمل معا لخلق الإطار الكامل كل 1/25 من الثانية (أو 25 إطارا في الثانية الواحدة)، لكن مع التداخل يتم إنشاء نصف الإطار الجديد كل 1/50 من الثانية (أو 50 لقطة في الثانية الواحدة)
لعرض الفيديو المتداخل على شاشات المسح التدريجي، يتم تطبيق فك تشابك لإشارة الفيديو (الذي يضيف المدخلات الأخرى)
وقد جادل اتحاد الإذاعات الأوروبية ضد استخدام الفيديو المتداخلة في الإنتاج والبث، والتوصية على 50اطار في الثانية
P720 , كما شكل الإنتاج الحالي والعمل مع الصناعة لتقديم 1080p50, وكمعيار الإنتاج في المستقبل واقية من الذي يقدم دقة العمودية أعلى، وتحسين الجودة بمعدلات بت أقل، وأسهل التحويل إلى صيغ أخرى مثل 72050و 108050.
والحجة الرئيسية هي أنه مهما كانت معقدة قد تكون خوارزمية فك التشابك، القطع الأثرية في الفيديوهات المتداخلة لا يمكن القضاء عليها كليا بسبب فقدان بعض المعلومات بين الإطارات.
وعلى الرغم من الحجج ضدها، تستمرالفيديوهات المتشابكة معتمدة من قبل منظمات معايير التلفزيون. لا يزال تضمينه في أشكال نقل الفيديو الرقمية مثل DV ,DVB، وATSC. بعض معايير ضغط الفيديو في التنمية، مثل الكفاءة العالية وتشفير الفيديو، تستهدف الفيديو عالي الوضوح التدريجي ولاتدعم أدوات الترميز في الفيديوهات المتداخلة.

## الوصف
مع المسح التدريجي، يتم التقاط صورة، تحويلها، وعرضها في مسار مماثل للنص على الصفحة: سطرا سطرا، من أعلى إلى أسفل.
يتم باكتمال مثل هذا الفحص، ولكن فقط لكل السطر الثاني. ,CRT نمط المسح المتشابك في عرض
CRT ويتم ذلك من أعلى الزاوية اليسرى إلى الزاوية اليمنى، السفلى من شاشة
تتكرر هذه العملية مرة أخرى، لكن هذه المرة بدءا من الصف الثاني، من أجل سد الثغرات أثناء تنفيذ أول مسح التدريجي في صفوف بديلة فقط.
ويسمى فحص كل سطر ثاني تداخل. الحقل هو عبارة عن صورة تحتوي على نصف فقط من الخطوط اللازمة لاتخاذ أي صورة كاملة. والشفق من الفوسفور من شاشات CRT، في تركيبة مع استمرار نتائج الرؤية في حقلين ينظر إليها على أنها صورة مستمرة، والتي تسمح العرض من التفاصيل أفقي كامل مع نفس النطاق الترددي التي من شأنها أن تكون هناك حاجة للحصول على المسح التدريجي الكامل ولكن مع ضعف معدل الإطار المتصورة ومع ما يلزم من CRT تعرض معدل التحديث لمنع وميض. يستخدم التداخل جميع نظم البث التلفزيوني التناظري في الاستخدام الحالي 576i50 و،720p50 من القواسم المشتركة الاختزال في تنسيق التعريفات مثل يتم تحديد إطار لصيغ المسح التدريجي، ولكن لصيغ المتداخلة، فإن معدل حقل المحدد عادة، وهو ضعف معدل الإطار. هذا يمكن أن، تعامل دائما مع معدل الإطار، وليس معدل المجال. لتجنب التصادم timecode SMPTE يؤدي إلى تصادم بسبب صيغ معايير الصناعة.

## فوائد التداخل
واحدة من أهم العوامل في التلفزيون التناظري هو إشارةعرض محزم، وتقاس في ميغاهرتز. وكلما زاد العرض محزم، أصبح أكثر تكلفة وتعقيدا وهو الإنتاج كامل وسلسلة البث (الكاميرات، وأنظمة التخزين مثل المسجلات أو الأقراص الصلبة، والبث، ونظم استقبال مثل الكابلات، وأجهزة الإرسال والاستقبال الفضائية، أو شبكة الإنترنت، ويعرض للمستخدم النهائي مثل أجهزة التلفزيون أو شاشات الكمبيوتر).
لعدد سطور معينة، ومعدل التحديث، الفيديو التناظرية المتداخلة يقلل من عرض محزم إشارة من قبل عامل من اثنين.
العرض محزم الثابت بدلا من يمكن للتشابك توفير إشارة الفيديو مع ضعف معدل العرض لعدد سطور معين (مقابل في 60 نصف اطار في الثانية مقابل 1080i , على سبيل المثال فيscanvideo
التدريجي p1080 بمعدل 30 إطارا كاملا في الثانية الواحدة. مقابل
وارتفاع معدل التحديث يحسن صورة الحركة، وذلك لأن الأجسام في الحركة يتم التقاطها وموقعهم يتم تحديثها على الشاشة في كثير من الأحيان، وعندما الأجسام تكون أكثر ثبوت ورؤية الإنسان يجمع المعلومات من عدة نصف إطارات مماثلة ينظر كما انها إطارات تدريجية كاملة. هذا الأسلوب هو، الوحيد المفيد إذا كان مصدر المواد هو متاح في ارتفاع معدلات التحديث. وعادة ما يتم تسجيل أفلام السينما في 24 الإطار في الثانية، والحصول على أي فائدة حقيقية من تقنيات التداخل المشترك.